# 1948
1948. је била преступна година.

## Догађаји

### Јануар
- 1. јануар — Створена царинска унија Бенелукс уједињењем Белгије, Холандије и Луксембурга.

### Фебруар
- 25. фебруар — Принудивши премијера Едварда Бенеша да прихвати оставке некомуниста у влади, комунисти су у Чехословачкој преузели власт.

### Март
- 17. март — Уједињено Краљевство, Француска и земље Бенелукса потписали су Бриселски споразум о оснивању Западноевропске уније.
- 19. март — Амерички председник Хари Труман постхумно је одликовао генерала Драгољуба Михаиловића Легијом за заслуге првог степена.
- 27. март — Стаљин и његов најближи сарадник Вјачеслав Молотов шаљу оптужујуће писмо према Јосипу Брозу Титу, којим су практично прекинути односи између две партије и државе.
- 31. март — Конгрес САД усвојио Маршалов план за обнову послератне Европе.

### Април
- 1. април — Војска под командом просовјетске владе у Источном Берлину су започели копнену блокаду Западног Берлина.
- 3. април — Премијером драме Ивана Цанкара Краљ Бетајнове у режији Бојана Ступице, отворено је Југословенско драмско позориште у Београду.
- 3. април — Председник САД Хари Труман потписао је Маршалов план економске помоћи послератној Европи.
- 9. април — Јеврејске милиције су убиле више од 100 Арапа у селу Деир Јасин на подручју данашњег Израела.
- 11. април — Почела је изградња Новог Београда, новог београдског насеља на левој обали Саве.
- 13. април — ЦК КПЈ шаље писмо Москви у којем демантује све оптужбе изречене од стране Стаљина.
- 16. април — У Паризу основана Организација за економску сарадњу и развој.

### Мај
- 7. мај — Основан је Савет Европе током заседања Хашког конгреса.
- 14. мај — Давид Бен-Гурион је јавно прочитао Декларацију о оснивању државе Израел.

### Јун
- 7. јун — Председник Чехословачке Едвард Бенеш поднео оставку, не желећи да потпише нови устав према којем би комунисти преузели власт у земљи.
- 18. јун — Комисија Уједињених нација за људска права усвојила је међународну Декларацију о људским правима.
- 21. јун — Продуцентска кућа Колумбија Рекордс произвела је прву успешну лонгплеј плочу од винил пластике.
- 24. јун — У покушају да спрече обнављање немачке државе на простору који су држали западни савезници, совјетске трупе су почеле блокаду Западног Берлина заустављањем друмског и железничког саобраћаја према том граду.
- 28. јун — На састанку у Букурешту Комунистичка партија Југославије искључена из Информационог бироа комунистичких партија.

### Јул
- 21. јул — У Београду у Дому Гарде у Топчидеру отпочео седмодневни Пети конгрес КПЈ, на ком је изабран нови ЦК КПЈ и подржано југословенско руководство у борби против Информбироа.

### Август
- 15. август — Јужна Кореја постала независна држава, а за председника је изабран Сингман Ри.

### Септембар
- 9. септембар — После повлачења совјетске војске на северу корејског полуострва проглашена Народна Демократска Република Кореја с главним градом Пјонгјангом.

### Децембар
- 9. децембар — Генерална скупштина Уједињених нација је усвојила конвенцију о геноциду, која правно дефинише геноцид и саветује својим потписницима да спрече и казне таква дела.
- 10. децембар — Генерална скупштина ОУН-а је усвојила Универзалну декларацију о правима човека.
- 18. децембар — Секретаријат унутрашњих послова основао „Оркестар народне милиције”, данашњи Оркестар полиције.

### Датум непознат
- Википедија:Непознат датум — Због политичког разилажења стаљиниста и титоиста велики број људи ухапшен и осуђен на робију.
- Википедија:Непознат датум — На Београдском универзитету основан Електротехнички факултет са одсецима Енергетика и Телекомуникације.

## Рођења

### Јануар
- 2. јануар — Огњен Петровић, српски фудбалски голман (прем. 2000)
- 10. јануар — Никола Плећаш, југословенски кошаркаш
- 10. јануар — Бернар Тевне, француски бициклиста
- 14. јануар — Карл Ведерс, амерички глумац и играч америчког фудбала (прем. 2024)
- 16. јануар — Џон Карпентер, амерички редитељ, сценариста, продуцент и композитор
- 20. јануар — Радослав Зеленовић, дугогодишњи директор Југословенске кинотеке и уредник Филмске редакције РТС
- 28. јануар — Михаил Баришњиков, руско-амерички балетан и глумац
- 28. јануар — Добрила Стојнић, српска глумица
- 28. јануар — Чарлс Тејлор, либеријски политичар
- 29. јануар — Зоран Реџић, босанскохерцеговачки музичар, најпознатији као басиста групе Бијело дугме
- 29. јануар   — Марк Сингер, канадско-амерички глумац
- 31. јануар — Феђа Стојановић, српски глумац (прем. 2021)

### Фебруар
- 4. фебруар — Алис Купер, амерички музичар
- 5. фебруар — Том Вилкинсон, енглески глумац (прем. 2023)
- 5. фебруар — Свен Јеран Ериксон, шведски фудбалер и фудбалски тренер (прем. 2024)
- 5. фебруар — Барбара Херши, америчка глумица
- 15. фебруар — Арт Шпигелман, амерички писац и илустратор
- 19. фебруар — Тони Ајоми, енглески музичар, најпознатији као оснивач и гитариста групе
- 28. фебруар — Бернадет Питерс, америчка глумица, певачица и списатељица
- 28. фебруар   — Мерседес Рул, америчка глумица
- 29. фебруар — Кен Фори, амерички глумац

### Март
- 5. март — Еди Грант, гвајанско-енглески музичар
- 14. март — Мирко Бабић, српски глумац (прем. 2020)
- 14. март — Били Кристал, амерички глумац, комичар, писац, редитељ, продуцент и сценариста
- 15. март — Давид Албахари, српски писац (прем. 2023)
- 20. март — Џон де Ланси, амерички глумац, комичар, редитељ, продуцент и писац
- 22. март — Ендру Лојд Вебер, енглески композитор
- 26. март — Стивен Тајлер, амерички музичар и глумац, најпознатији као певач групе
- 31. март — Ал Гор, амерички политичар, 45. потпредседник САД

### Април
- 4. април — Драгиша Вучинић, српски кошаркаш и кошаркашки тренер
- 4. април — Ден Симонс, амерички писац
- 12. април — Јошка Фишер, немачки политичар
- 12. април — Марчело Липи, италијански фудбалер и фудбалски тренер
- 17. април — Јан Хамер, чешки музичар, композитор и музички продуцент
- 22. април — Зоран Модли, српски новинар, радијски водитељ, ди-џеј, пилот и инструктор летења (прем. 2020)
- 28. април — Тери Прачет, енглески писац (прем. 2015)

### Мај
- 10. мај — Мег Фостер, америчка глумица
- 12. мај — Ричард Рил, амерички глумац
- 15. мај — Брајан Ино, енглески музичар, музички продуцент и визуелни уметник
- 16. мај — Владе Ђуровић, српски кошаркаш и кошаркашки тренер
- 16. мај    — Јеспер Кристенсен, дански глумац
- 19. мај — Грејс Џоунс, јамајканско-америчка музичарка, глумица и модел
- 25. мај — Клаус Мајне, немачки музичар, најпознатији као певач групе
- 26. мај — Александар Боричић, српски одбојкаш и одбојкашки тренер
- 31. мај — Џон Бонам, енглески музичар, најпознатији као бубњар групе Led Zeppelin (прем. 1980)

### Јун
- 6. јун — Нада Обрић, српска певачица
- 6. јун — Владимир Савчић Чоби, српски музичар и глумац (прем. 2009)
- 12. јун — Лин Колинс, америчка музичарка (прем. 2005)
- 21. јун — Јован Аћимовић, српски фудбалер и фудбалски тренер
- 21. јун — Ијан Макјуан, енглески књижевник и сценариста
- 28. јун — Кети Бејтс, америчка глумица и редитељка

### Јул
- 5. јул — Алојз Петерле, словеначки политичар и дипломата, премијер Словеније (1990—1992)
- 12. јул — Душан Ковачевић, српски драматург, сценариста и редитељ
- 16. јул — Рубен Бладес, америчко-панамски глумац и певач
- 21. јул — Кет Стивенс, енглески музичар
- 30. јул — Миливој Каракашевић, српски стонотенисер (прем. 2022)
- 30. јул — Жан Рено, француски глумац

### Август
- 2. август — Боривоје Ђорђевић, српски фудбалер
- 5. август — Реј Клеменс, енглески фудбалски голман и фудбалски тренер (прем. 2020)
- 7. август — Драган Капичић, српски кошаркаш и кошаркашки функционер (прем. 2024)
- 7. август — Цвијета Месић, српска глумица
- 20. август — Џон Нобл, аустралијски глумац
- 20. август — Роберт Плант, енглески музичар, најпознатији као певач групе
- 24. август — Жан Мишел Жар, француски композитор и извођач електронске музике
- 24. август — Александар Мекол Смит, енглеско-зимбабвеански писац
- 30. август — Виктор Скумин, руски писац, филозоф, научник и психијатар
- 30. август — Драгослав Степановић, српски фудбалер и фудбалски тренер

### Септембар
- 4. септембар — Мајкл Бериман, амерички глумац
- 7. септембар — Дамир Шолман, хрватски кошаркаш (прем. 2023)
- 17. септембар — Кемал Монтено, босанскохерцеговачки музичар (прем. 2015)
- 19. септембар — Џереми Ајронс, енглески глумац
- 20. септембар — Џорџ Р. Р. Мартин, амерички писац и сценариста
- 23. септембар — Вера Николић, српска атлетичарка и атлетска тренеркиња (прем. 2021)
- 26. септембар — Оливија Њутон Џон, енглеско-аустралијска музичарка, глумица, плесачица и активисткиња (прем. 2022)
- 26. септембар — Братислав Петковић, српски редитељ, драматург и политичар (прем. 2021)
- 27. септембар — Азра Ченгић, босанскохерцеговачка глумица

### Октобар
- 1. октобар — Добрила Ћирковић, српска глумица
- 2. октобар — Дона Каран, америчка модна дизајнерка
- 8. октобар — Клод Жад, француска глумица (прем. 2006)
- 8. октобар — Џони Рамон, амерички музичар, најпознатији као гитариста групе  (прем. 2004)
- 13. октобар — Борис Аранђеловић, српски музичар, најпознатији као певач групе Смак (прем. 2015)
- 17. октобар — Марго Кидер, канадско-америчка глумица, редитељка и активисткиња (прем. 2018)
- 17. октобар — Роберт Џордан, амерички писац (прем. 2007)
- 25. октобар — Дејв Кауенс, амерички кошаркаш и кошаркашки тренер

### Новембар
- 6. новембар — Глен Фреј, амерички музичар, најпознатији као суоснивач, певач и гитариста групе  (прем. 2016)
- 9. новембар — Луиз Фелипе Сколари, бразилски фудбалер и фудбалски тренер
- 13. новембар — Хасан Рухани, ирански политичар
- 14. новембар — Чарлс III, британски краљ
- 16. новембар — Мате Парлов, хрватски боксер (прем. 2008)
- 22. новембар — Радомир Антић, српски фудбалер и фудбалски тренер (прем. 2020)
- 25. новембар — Весна Малохоџић, српска глумица (прем. 2022)
- 26. новембар — Крешимир Ћосић, хрватски кошаркаш и кошаркашки тренер (прем. 1995)
- 28. новембар — Агњешка Холанд, пољска редитељка и сценаристкиња

### Децембар
- 2. децембар — Антоњин Паненка, чешки фудбалер
- 3. децембар — Ози Озборн, енглески музичар (прем. 2025)
- 10. децембар — Душан Бајевић, босанскохерцеговачки фудбалер и фудбалски тренер
- 14. децембар — Ди Волас, америчка глумица
- 20. децембар — Алан Парсонс, енглески инжењер звука, музичар и музички продуцент
- 21. децембар — Самјуел Л. Џексон, амерички глумац и продуцент
- 27. децембар — Жерар Депардје, француско-руски глумац
- 31. децембар — Дона Самер, америчка музичарка и глумица (прем. 2012)

## Смрти

### Јануар
- 30. јануар — Орвил Рајт, амерички пилот и конструктор авиона.
- 30. јануар — Махатма Ганди, вођа покрета за независност Индије.

### Фебруар
- 5. фебруар — Јоханес Бласковиц, немачки генерал

### Јул
- 15. јул — Џон Першинг, амерички генерал

### Август
- 4. август — Милева Марић-Ајнштајн, српска математичарка. (*1875)
- 9. август — Хуго Бос, немачки модни креатор
- 31. август — Андреј Жданов, совјетски политичар. (*1896)

### Септембар
- 20. септембар — Хавријил Костељник, русински књижевник. (*1886).

### Октобар
- 14. октобар — Валтер фон Браухич, немачки фелдмаршал

### Децембар
- 23. децембар — Хидеки Тоџо, јапански генерал и политичар
- 31. децембар — Малком Кембел, енглески возач брзих аутомобила и чамаца (*1885)

## Нобелове награде
- Физика — Патрик Мејнард Стјуарт Блекет
- Хемија — Арне Вилхелм Каурин Тизелијус
- Медицина — Паул Херман Милер
- Књижевност — Томас Стернс Елиот
- Мир — Награда није додељена
- Економија — Награда у овој области почела је да се додељује 1969. године